# 格隆维尔
格隆维尔（法語：Glonville，法語發音：[ɡlɔ̃vil]）是法国默尔特-摩泽尔省的一个市镇，属于吕内维尔区。

## 地理
格隆维尔（48°28'27"N, 6°41'25"E）面积18.58 平方千米，位于法国大東部大區默尔特-摩泽尔省，该省份为法国东北部内陆省份，是洛林的一部分，北邻比利时、卢森堡，北起顺时针与摩泽尔省、下莱茵省、孚日省和默兹省接壤。
与格隆维尔接壤的市镇（或旧市镇、城区）包括：阿兹拉耶、巴卡拉、德讷夫尔、弗兰、丰特努瓦拉茹特、巴济安。

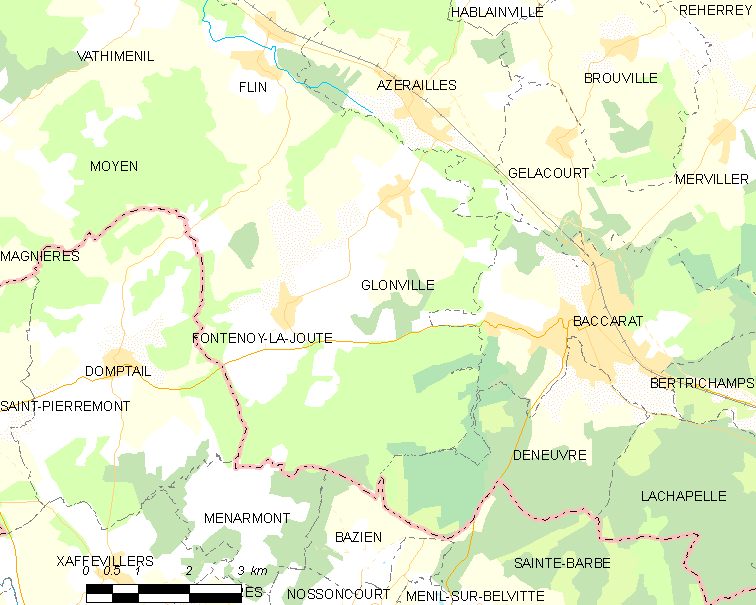
格隆维尔的OSM定位图

格隆维尔的时区为UTC+01:00、UTC+02:00（夏令时）。

## 行政
格隆维尔的邮政编码为54122，INSEE市镇编码为54229。

## 政治
格隆维尔所属的省级选区为巴卡拉县。

## 人口

1962-2008年间格隆维尔人口变化图示

格隆维尔于2022年1月1日时的人口数量为376人。